# The Step
The Step（ざ すてっぷ）は、FM長野の平日昼間に放送されていた生放送情報番組である。

## 概要
2008年9月まで放送されていたStudio Siesta（月〜木 13:30〜16:00）とRadication Style（月〜木 17:00〜19:00）の枠を統合する形でスタートした（16時台はJFNのAZ TIME MUSICをネット）。月・水・木曜は松本市の本社スタジオから、火曜は長野市のIVYスタジオから放送されていた。
2009年4月1日から開始時間を16:00に繰り下げ、パーソナリティを各曜日1名の体制となった。
2010年9月30日に最終回を迎えた。

## パーソナリティ
- 月曜…湯澤かよこ
- 火曜…田中利彦
- 水曜…林マヤ
- 木曜…高寺直美

### 過去のパーソナリティ
- 宮川真衣（月曜日17･18時台、〜2009年3月）
- 小池さえ子（火曜日17･18時台、〜2009年3月）
- 陣内大蔵（月曜日、〜2009年9月）
- ちのみえこ（木曜日、〜2009年9月）

## タイムテーブル
※2009年4月現在
- 16:00 オープニング
- 16:21 FMラジオショッピング
- 17:04 (火)…NAGANO SPORTS BROADCASTING
- 17:24 Traffic & Weather
- 17:50 ラジオ劇団『小さな奇跡』
- 18:00 FM長野ニュース
- 18:30 Traffic & Weather
- 18:42 HOROSCOPE

| エフエム長野 平日（月〜木）13時半〜15時枠 | エフエム長野 平日（月〜木）13時半〜15時枠 | エフエム長野 平日（月〜木）13時半〜15時枠 |
| 前番組                                    | 番組名                                    | 次番組                                    |
| ----------------------------------------- | ----------------------------------------- | ----------------------------------------- |
| Studio Siesta                             | The Step (2008年10月1日 - 2009年3月31日)  | flowers                                   |
| エフエム長野 平日（月〜木）16時枠         |                                           |                                           |
| AZ TIME MUSIC                             | The Step (2008年10月1日 - 2010年9月30日)  | echoes                                    |
| エフエム長野 平日（月〜木）17〜18時枠     |                                           |                                           |
| Radication Style                          | The Step (2008年10月1日 - 2010年9月30日)  | echoes                                    |